# Урбанизм (градостроительство)

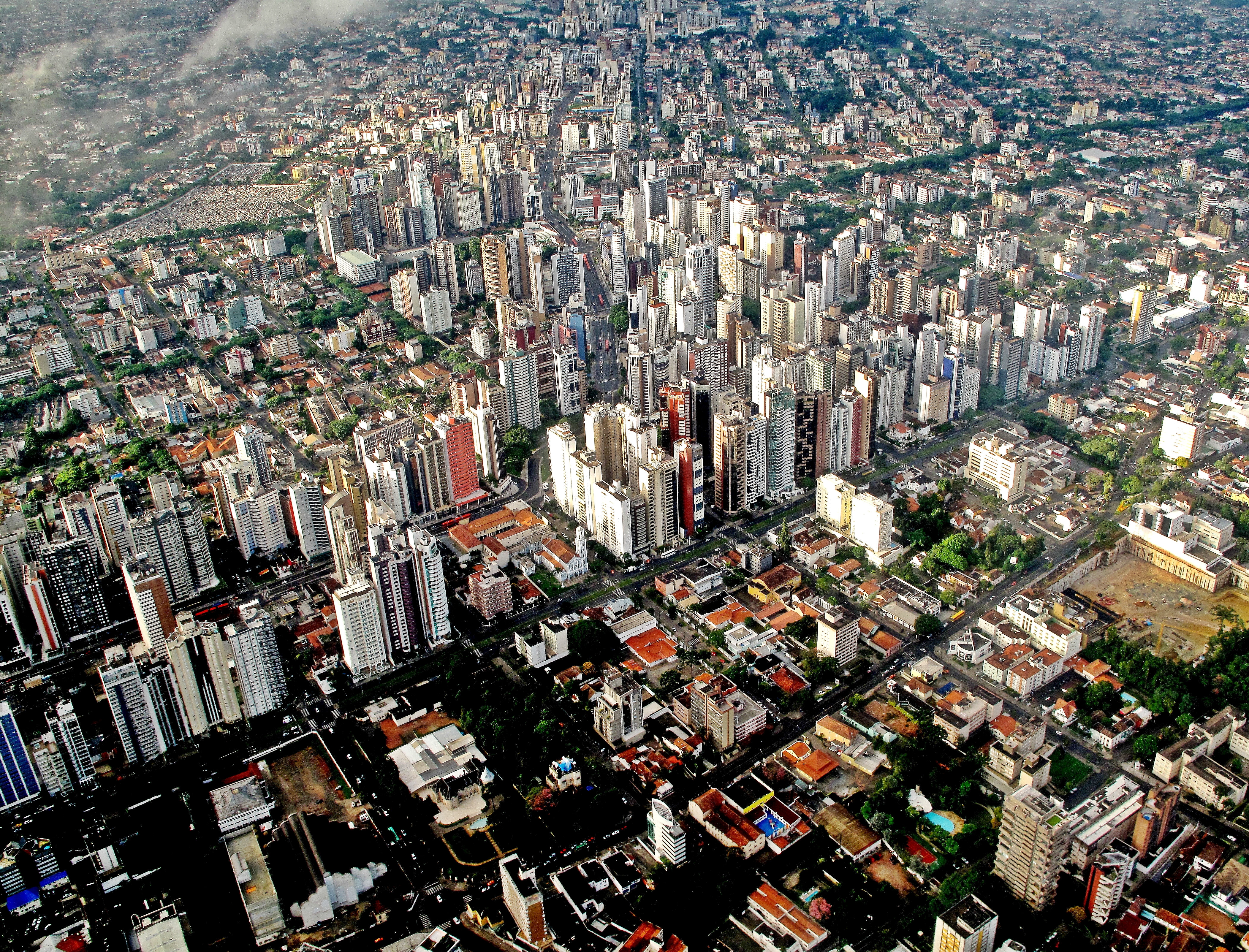
Градостроительная структура города Куритиба, Бразилия

Урбани́зм (лат. urbanus — городской) — направление в градостроительстве, возникшее в начале XX века, представители которого утверждали идею главенствующей и безусловно позитивной роли городов в современной цивилизации и в связи с этим уделяли основное внимание проектной разработке максимально укрупнённых градостроительных структур, рассчитанных на значительную концентрацию населения. Нередко понятие «урбанизм» используется как синоним градостроительства в целом.
Основополагающее значение для становления теории урбанизма, особенно интенсивно развивавшейся после Второй мировой войны и в 1950-е гг., имела деятельность Ле Корбюзье.